# Anett Schuck
Anett Schuck (Lipsia, 4 novembre 1970) è un'ex canoista tedesca.
Ha vinto due titoli olimpici nel K4 500 m ad Atlanta 1996 e a Sydney 2000. Inoltre nel suo palmarès sono presenti numerosi podi mondiali.

## Palmarès
- Olimpiadi

Atlanta 1996: oro nel K4 500 m.
Sydney 2000: oro nel K4 500 m.
- Mondiali

1993: oro nel K2 5000 m e K4 500 m, bronzo nel K2 500 m.
1994: oro nel K4 500 m e argento nel K4 200 m.
1995: oro nel K2 500 m e K4 500 m, argento nel K4 200 m.
1997: oro nel K2 200 m, K2 500 m, K4 200 m e K4 500 m.
1998: oro nel K4 500 m e argento nel K2 500 m.
1999: argento nel K4 500 m.
2001: argento nel K4 500 m.
2002: argento nel K4 500 m e bronzo nel K4 200 m.
- Campionati europei di canoa/kayak sprint

Poznań 2000: oro nel K4 500m e argento nel K4 200m.
Milano 2001: argento nel K4 500m.